# La Voix solitaire de l'homme
Pour plus de détails, voir Fiche technique et Distribution.
La Voix solitaire de l'homme (Одинокий голос человека) est un film soviétique réalisé par Alexandre Sokourov, sorti en 1987,.

## Synopsis
Nikita, un jeune vétéran déséquilibré de la guerre civile des années 1920 revient vivre à la campagne chez son père. Il croise la route d'une jeune femme perdue de vue, peu orthodoxe et troublante.

## Fiche technique
- Photographie : Sergeï Yourizditski
- Musique : Alexandre Bourdov, Otmar Noussio, Knichtof Penderetski
- Décors : Vladimir Lebedev, Loutsia Lotchmele
- Montage : Leda Semionova